# Torrent de la Rectoria
El torrent de la Rectoria és un torrent del terme municipal de Granera, al Moianès.

El Torrent de la Rectoria, respecte del terme de Granera

Està situat a la part central-occidental del terme, a ponent del Barri de l'Església. Discorre entre la Carena de les Grutes, al nord, i la Carena de Cal Savoia, a migdia. Es forma just a ponent de la Rectoria de Sant Martí de Granera, al Barri de l'Església, just al sud de la Serra de les Tombes, des d'on davalla cap a l'oest-nord-oest entre les dues carenes esmentades. Després de 700 metres de recorregut, s'aboca en el torrent de Font de Buc al sud-oest de la masia de la Roca.